# Xiangornis shenmi
Xiangornis shenmi ("Сяньорніс шенмі") — вид викопних птахів підряду Енанціорнісові (Enantiornithes). Скам'янілі залишки виду були знайдені в 2012 році на заході провінції Ляонін в Китаї. Вид датується нижньою крейдою (120 млн років тому).

## Етимологія
Назва роду походить від кит.: 翔 (сян) — "необмежений політ", і грец. ὄρνις (орніс) — "птах". Позначення виду є китайський ієрогліф 神秘 (шен мі) — "таємничий", посилання на загадкове поєднання функцій.

## Опис
Голотип складається з лівого крила і прилеглих частин плечового поясу і грудини. За життя птах був розчавлений кам'яною плитою і деякі кістки досить сильно пошкоджені.